# آبل لوپس
آبل لوپس (اسپانیایی: Abel López‎؛ زادهٔ ۲۵ مارس ۱۹۴۷)  وزنه‌بردار اهل کوبا بود. وی در بازی‌های المپیک تابستانی ۱۹۶۸ و ۱۹۷۲ شرکت کرده‌است.